# 安格斯·岡恩
安格斯·弗雷泽·詹姆斯·冈恩（英語：Angus Fraser James Gunn；1996年1月2日—）是一位英格蘭職業足球選手，在場上的位置是守門員。他的父親布萊恩·冈恩也是一位守門員。冈恩出生在諾里奇，足球生涯也開始於诺里奇城。現效力於英超球隊诺丁汉森林。蘇格蘭足球代表隊成員。曾代表英格蘭U21國家隊參加過土倫杯的比賽。

## 榮譽
英格蘭 U21
- 土倫盃：2016[4]